# Belga (Burkina Faso)
Pour les articles homonymes, voir Belga (homonymie).
Belga est une commune rurale située dans le département de Boulsa de la province du Namentenga dans la région Centre-Nord au Burkina Faso. 

## Géographie
Deuxième plus importante localité du département, Belga est situé à 25 km au nord-est de Boulsa, le chef-lieu du département et de la province, et à 25 km au sud-ouest de Zéguédéguin. La commune est traversée par route régionale 1 reliant Boulsa à Zéguédéguin, et se trouve à 25 km de la route nationale 15.

## Économie
L'économie de Belga repose fortement sur l'agriculture maraîchère et vivrière qui se pratique dans le bas-fond irrigué par les eaux du lac de retenue du barrage de Belga, situé au sud du village et intégralement restructuré en 2005 par des fonds étatiques. Entre 2012 et 2015, des financements d'ONG ont permis également de réhabiliter d'importantes surfaces agricoles dégradées dans le village.
Par ailleurs, les échanges commerciaux se font au marché de Belga, l'un des plus importants du département.

## Éducation et santé
Belga accueille un centre de santé et de promotion sociale (CSPS) tandis que le centre de médical avec antenne chirurgicale (CMA) de la province se trouve à Boulsa.
Le village possède un centre d'alphabétisation et trois écoles primaires publiques (secteurs Gnonaré, Guouanguin et Sogvidin).